# 1. Nationalparlament Osttimors
Das 1. Nationalparlament Osttimors wurde bei den Parlamentswahlen in Osttimor 30. August 2001 als Verfassunggebende Versammlung gewählt, um die Verfassung Osttimors auszuarbeiten. Zu diesem Zeitpunkt stand Osttimor noch unter Verwaltung der Vereinten Nationen. Mit der Entlassung Osttimors in die Unabhängigkeit 2002 wurde die Versammlung in das neue Nationalparlament Osttimors umgewandelt.
Im 1. Nationalparlament Osttimors saßen zwölf Parteien und ein unabhängiger Abgeordneter.

## Abgeordnete
| Direkt gewählte Abgeordnete |                                    |            |
| Distrikt                    | Abgeordneter                       | Partei     |
| Aileu                       | Alfredo da Silva                   | FRETILIN   |
| Ainaro                      | Mário Ferreira                     | FRETILIN   |
| Baucau                      | Elias Freitas                      | FRETILIN   |
| Bobonaro                    | José Andrade da Cruz               | FRETILIN   |
| Cova Lima                   | Gervásio Cardoso de Jesus da Silva | FRETILIN   |
| Dili                        | Cipriana da Costa Pereira          | FRETILIN   |
| Ermera                      | José Soares                        | FRETILIN   |
| Lautém                      | Armindo da Conceiçaõ Silva Freitas | FRETILIN   |
| Liquiçá                     | Joaquim Barros Soares              | FRETILIN   |
| Manatuto                    | Flávio Maria Guterres da Silva     | FRETILIN   |
| Manufahi                    | Arão Noé de Jesus da Costa Amaral  | FRETILIN   |
| Oe-Cusse Ambeno             | António da Costa Lelan             | unabhängig |
| Viqueque                    | Januário Soares                    | FRETILIN   |

Eindeutiger Gewinner der Wahl war die FRETILIN, die 55 der 88 Sitze besetzte, aber in verschiedene Gruppen zersplittert war.
Aus jedem der 13 Distrikt des Landes wurde ein Direktkandidat entsandt. Zwölf von den Distriktsabgeordneten gehörten der FRETILIN an, nur in Oe-Cusse Ambeno gewann der unabhängige Kandidat António da Costa Lelan. 22 Abgeordnete waren weiblich.

## Geschehen
Die Abgeordneten wurden am 15. September 2001 vereidigt und traten am 17. September erstmals zusammen. Die Versammlung ersetzte das von der UN-Verwaltung (UNTAET) eingesetzte National Council, der sich am 14. Juli 2001 aufgelöst hatte.
Francisco Lu Olo Guterres wurde Parlamentspräsident, Arlindo Marçal (PDC, bis 2002) und Francisco Xavier do Amaral (ASDT) stellvertretende Präsidenten. Jacob Fernandes (FRETILIN) wurde zweiter Stellvertreter. Das parlamentarische Sekretariat wurde von den FRETILIN-Abgeordneten António Tilman Cepeda (Sekretär), Judite Dias Ximenes (Vize) und Maria Teresa Hono Lay Correia (Vize). Sie wurden am 25. Juni 2002 von Francisco Carlos Soares (Sekretär), Maria Terezinha Viegas (Vize) und Rosária Corte-Real (Vize) abgelöst. Als Corte-Real im September 2002 Vizeministerin wurde, ersetzte sie im Präsidium Maria Avalziza Lourdes als Vizesekretärin. Am 20. Mai 2002 wurde Osttimor in die Unabhängigkeit entlassen und die Versammlung zum Parlament.
2006 wurde Alkatiri aufgrund der Unruhen in Osttimor von Staatspräsident Xanana Gusmão zum Rücktritt gezwungen. Sein Nachfolger wurde der bisherige parteilose Außenminister José Ramos-Horta. Nachdem dieser 2007 zum neuen Staatspräsidenten gewählt worden war, übernahm Estanislau da Silva von der FRETILIN das Amt bis zu den regulären Neuwahlen am 30. Juni 2007.